# Arousal
Arousal är ett engelskt lånord som används inom psykologin och psykiatrin för endokrina systemets, hjärnbarkens och limbiska systemets beredskap och reaktionsstyrka på stimuli. Det översätts ibland med vaksamhet eller upphetsning. Till arousal räknas uppmärksamheten och koncentrationsförmågan, samt vakenhetsgraden.
Arousal är intensitetsgraden på känslan inför ett stimuli, medan valens betecknar huruvida känslan är positiv eller negativ. Arousal hänger bland annat samman med aktiveringen av amygdala, och påverkar den kognitiva processen såtillvida att den skapar uppmärksamhet eller inte, vilket påverkar minnesbildning med mera.
Arousal förutsätter normalt yttre aktivering. Graden av aktivering beror dels på graden av känslomässig upphetsning, dels på den inre spänningen. Vid aktivering förstärks uppmärksamheten och känsloläget, motivationen, beslutsamheten och uthålligheten ökar, samt ökar den motoriska aktiviteten (i form av ökad mimik och kroppsrörelser). Ofta hänger aktiveringen av arousal samman med flykt- och kampresponsen, samt ligger känslomässigt nära aggression.
Hyperarousal är ett förändrat medvetandetillstånd som kännetecknar den inre stressen efter trauman och faror, vilket yttrar sig i förstärkta startle-reflexer, koncentrationssvårigheter, sömnproblem, överspändhet och irritation. Koncentrationssvårigheterna gäller då annat än det stimuli som aktiverar personens arousal; det som aktiverar tillståndet blir personen istället hyperuppmärksam på. Vid hyperarousal kan tankelivet ibland bli extra skärpt och kreativt. Hyperarousal kan uppkomma av att nervsystemet aktiveras av en sjukdom eller droger, till exempel giftstruma, men är när det är psykiskt betingat ett symtom på ångest, akut stressreaktion, posttraumatiskt stressyndrom, somatoform autonom dysfunktion, somnambulism, personlighetsstörningar med mera.